# 가쓰우라정 (와카야마현)
가쓰우라정(勝浦町)은 와카야마현 히가시무로군에 설치되었던 정이다. 현재의 나치카쓰우라정 중심부의 동측 일대에 해당한다.